# Albert Sauveur
Albert Sauveur (* 21. Juni 1863 in Löwen, Belgien; † 26. Januar 1939 in Boston, Massachusetts, USA) war ein in Belgien geborener US-amerikanischer Metallurg.
Sauveur gründete das erste metallurgische Laboratorium an einer Universität weltweit. Von 1924 bis 1939 war er Gordon McKay Professor of Mining and Metallurgy an der Harvard University.
1903 wurde Sauveur in die American Academy of Arts and Sciences gewählt, 1919 in die American Philosophical Society und 1927 in die National Academy of Sciences. Die ASM International verleiht seit 1939 den nach ihm benannten Albert Sauveur Achievement Award.

## Schriften
- Metallography and Heat Treatment of Iron and Steel (1912)